# Tizenegyes

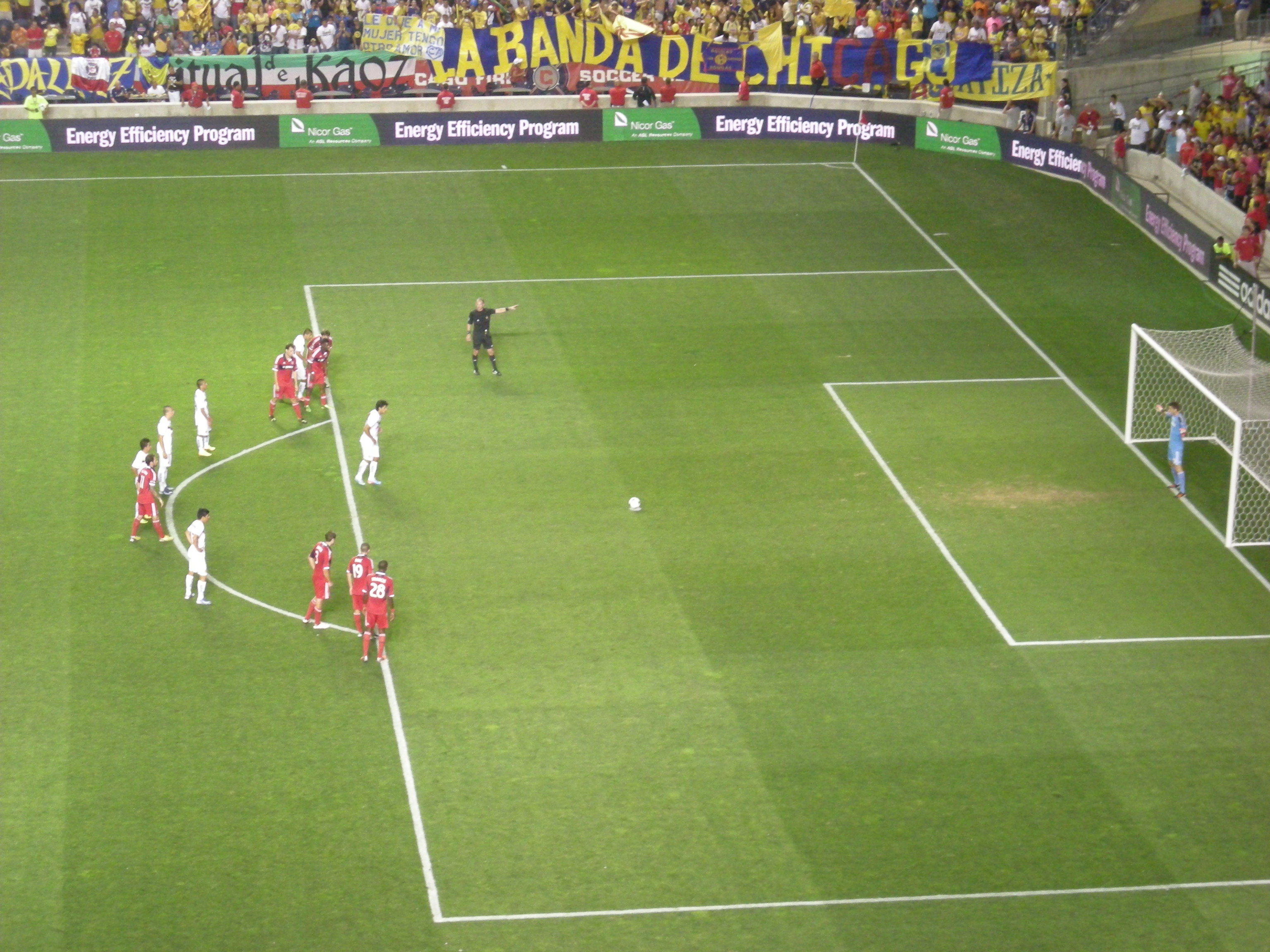
A játékos arra készül, hogy büntetőrúgást végezzen (2013)

Tizenegyesnek nevezik labdarúgásban a büntetőrúgást. A labdát az alapvonaltól 12 yard távolságra kell elhelyezni. Mivel 12 yard kb. 11 méter (10,97 m), ezért lett a neve tizenegyes.

## Esetei
Tizenegyest két különböző esetben rúgnak labdarúgómérkőzésen: 
- A büntetőterületen (tizenhatoson) belül a védekező csapat olyan szabálytalanságot követ el, amit közvetlen szabadrúgással kellene büntetni.
- Tizenegyes-párbaj: egyenes kieséses tornák esetén, ha a mérkőzés döntetlenre végződik, és nincs hosszabbítás vagy ha van hosszabbítás, de az is döntetlen, illetve kupaküzdelmekben, ha a visszavágó eredménye ugyanaz, mint az odavágóé csak fordítva, akkor is ezzel a módszerrel döntik el továbbjutást.

## Végrehajtásának szabályai
- A rúgó játékost a játékvezetőnek a kapus számára egyértelműen ki kell jelölni.
- A kapuson és a rúgó játékoson kívül senki nem tartózkodhat a tizenhatoson belül, illetve 9,15 méternél közelebb a labdához (vagyis a tizenhatoson lévő köríven is kívül kell a többieknek elhelyezkedniük).
- Minden játékosnak a játéktéren, minimum a labda magasságában, de a büntetőterületen kívül kell elhelyezkedni. Tizenegyespárbaj esetén az éppen nem rúgó játékosok (a kapusok kivételével) a kezdőkörben várakoznak.
- A kapus a rúgás pillanatáig nem hagyhatja el a gólvonalat, de a gólvonalon mozoghat, integethet, zavarhatja a rúgó játékost.
- A rúgást csak a játékvezető engedélyező sípjelére lehet elvégezni.
- A rúgó játékosnak előrefelé kell a labdát rúgnia (nem feltétlenül kell kapura lőnie, bár az esetek túlnyomó többségében ez történik, az elrúgás után beszaladó társának is lepasszolhatja).
- Öngólt nem lehet tizenegyesből elérni. (Ez egyébként is szinte lehetetlen, hiszen előre kell a labdát rúgni, de ha netán olyan erővel sikerülne valamelyik kapufát eltalálni, hogy onnan a labda a rúgó játékos kapujába pattanna, akkor az nem gól. Ilyenkor szöglettel jön az a csapat, aki ellen a tizenegyest ítélték.)

## Szabálysértések - Büntetések
- A rúgó játékos követ el szabálysértést, mielőtt a labda játékba kerül.
- A rúgó játékos a labda játékba kerülése után követ el szabálysértést.
- A kapus követ el szabálysértést.
- A rúgó játékos csapattársa követ el szabálysértést.
- A kapus csapattársa követ el szabálysértést.
- Mindkét csapat játékosa egyszerre követ el szabálysértést.
- Egyéb esemény zavarja meg a büntetőrúgást.
- Büntetőrúgás utáni szabálysértés.

## Ellenőr feladata
- A játékvezető helyezkedése biztosította-e a zavarmentes ítéletet.
- Határozottan vagy bizonytalanul ítélt.
- Valós vagy vélt szabálysértés történt.
- Jogszerű vagy jogtalan volt az ítélet.
- Történt-e fegyelmezés a szabálysértés miatt.
- A fegyelmezés arányban állt-e a szabálysértéssel.
- Volt-e együttműködés az asszisztenssel.
- Volt-e jegyzetelés (sárga- vagy piros lap).
- A végrehajtás szakmai színvonala (intézkedés, megelőzés, végrehajtás, együttműködés).

## Története
A tizenegyes ötletét William McCrumnak tulajdonítják, aki egy ír kapus és üzletember volt. McCrum 1890-ben tett javaslatot, amit az International Football Association Board 1891. június 2-án fogadott el. Először az 1891/92-es írországi bajnokságban alkalmazták. A büntetőrúgás távolságát 11 méterre módosítják. Eddig nem egy pontról kellett rúgni, a rúgó játékosnak lehetősége volt a büntetőrúgást a 11 méteres képzeletbeli vonalról rúgni. A rúgás szabályszerűségét a játékvezető ellenőrzi és ítélkezik. Az asszisztens csak segédkezik, fő feladata, hogy a labda teljes terjedelemben áthalad-e a gólvonalon, egyéb feladatát a játékvezetői megbeszélésen határozzák meg. 
1906-ban vezették be azt, hogy a kapus nem hagyhatja el a kapuvonalat a rúgás pillanatáig, de oldalirányban, a vonalon mozoghat, integethet, hogy zavarja a rúgó játékost. 1929-ben megtiltották, hogy a kapus mozogjon a gólvonalon az elrúgásig, de ez ma már újra megengedett.
Sokáig életben volt az a szabály, hogy a rúgó játékosnak nem törhet meg a mozgása. Ez ma már nincs érvényben. A szabály módosításához nagy mértékben hozzájárult Luís Figo világhírű portugál labdarúgó, aki a rúgás végrehajtása közben rendszeresen cselezett, azaz mozgását megtörte egy pillanatra, remélve, hogy ezzel a kapust megtéveszti. A játékvezetők egyszerűen "nem törődtek" ezzel a szabálysértéssel. Mivel egyre több neves játékos kezdte alkalmazni ezt a taktikát, a nemzetközi szabályalkotó, a Board jónak látta módosítani a szabálypontot.